# Зелёный Бор (Северодвинск (городской округ))
Зелёный Бор — посёлок в муниципальном образовании «Северодвинск» Архангельской области России.

## География
Посёлок находится южнее побережья Двинской губы, на расстоянии 8 км к западу от города Северодвинск, административного центра округа.

### Часовой пояс
Посёлок Зелёный Бор, как и вся Архангельская область, находится в часовой зоне МСК (московское время). Смещение применяемого времени относительно UTC составляет +3:00.

## Население
| 2002 | 2010 |
| ---- | ---- |
| 5    | ↘4   |

## Инфраструктура
В населённом пункте отсутствует инфраструктура.

## Карты
- Топографическая карта Q-37-128,129,130. Архангельск — 1 : 100 000
- Топографическая карта Q-37-33_34.
- Солза. Публичная кадастровая карта